# 亞洛布沙縣 (密西西比州)
亞洛布沙縣（英語：Yalobusha County）是美國密西西比州中北部的一個縣。面積1,282平方公里。根据美國2000年人口普查，共有人口13,051人。縣治沃特瓦利 (Water Valley)和科菲維爾 (Coffeeville)。
目前的縣成立於1834年2月21日。縣名來自同名的河，是「蝌蚪的地方」意思。